# Magic (B.o.B)
Magic è un brano musicale del rapper statunitense B.o.B, pubblicato come terzo singolo estratto dall'album B.o.B Presents: The Adventures of Bobby Ray il 9 novembre 2010 dall'etichetta discografica Atlantic. la canzone è stata utilizzata come colonna sonora della campagna pubblicitaria televisiva del 2010 della Adidas, in cui compare anche B.o.B.

## Il video
Il video musicale prodotto per Magic è stato presentato dal sito di MTV il 2 settembre 2010 ed è stato diretto dal regista Sanaa Hamri.

## Tracce
Promo - CD-Single (Atlantic - (Warner)
1. Magic – 3:16

## Classifiche
| Classifica (2010) | Posizione raggiunta |
| ----------------- | ------------------- |
| Australia         | 5                   |
| Belgio (Fiandre)  | 41                  |
| Paesi Bassi       | 29                  |
| Nuova Zelanda     | 6                   |
| Svezia            | 53                  |
| Regno Unito       | 16                  |
| Stati Uniti       | 10                  |
| Stati Uniti (pop) | 12                  |
| Stati Uniti (rap) | 25                  |